# CES型関数
CES型関数（しーいーえすがたかんすう、英: Constant elasticity of substitution function）は、生産要素間あるいは財のバラエティ間の代替の弾力性が定数である生産関数や効用関数のこと。英語をそのまま読んでコンスタント・イラスティシティ・オブ・サブスティチューション関数と呼ばれることもある。

## 概要
この関数形の下では、複数の財のバラエティから効用を得るような効用関数、あるいは複数の生産要素から財を生産する生産関数があるときに、バラエティ間あるいは生産要素間の代替の程度が定数となる。ジョン・ヒックス、ジョーン・ロビンソンなどがこの概念の確立に貢献した。

## CES型生産関数
CES型生産関数（英: Constant elasticity of substitution production function）を仮定すると、生産要素間の代替の弾力性が定数になる。代替の弾力性は「生産要素の比率の変化」の「生産の限界代替率の変化」に対する比で定義され、CES型生産関数の場合はそれが定数になる。資本と労働を生産要素とするCES型生産関数がロバート・ソローによって導入され、その後ケネス・アローやホリス・チェンリー、バジチャ・ミンハスらの貢献によってさらに普及した。

### 2生産要素のケース
CES型生産関数は、例えば以下のように書ける。
{\displaystyle Q=\left(a_{K}\cdot K^{\rho }+a_{L}\cdot L^{\rho }\right)^{\frac {1}{\rho }}}
ただし{\displaystyle Q}は生産量、{\displaystyle a_{K}}と{\displaystyle a_{L}}は要素分配率（ただし{\displaystyle a_{K}+a_{L}=1}）、{\displaystyle K}は資本の投入量、{\displaystyle L}は労働の投入量である。このとき、{\displaystyle \rho } = {\displaystyle (\sigma -1)/\sigma }は生産要素間の代替の程度を測るパラメーターで、
{\displaystyle \sigma } = {\displaystyle {\frac {1}{1-\rho }}}
が代替の弾力性となる。レオンチェフ型生産関数、線形生産関数、コブ＝ダグラス型生産関数はすべてCES型生産関数の特別なケースと解釈できる。つまり、 
- {\displaystyle \rho }が1に近づくと（つまり{\displaystyle \sigma }がプラス無限大に近づくと）、極限では生産要素が互いに完全代替（perfect substitute）な線形の生産関数となる。
- {\displaystyle \rho }が0に近づくと（つまり{\displaystyle \sigma }が1に近づくと）、極限ではコブ＝ダグラス型生産関数となる。
- {\displaystyle \rho }がマイナス無限大に近づくと（つまり{\displaystyle \sigma }が0に近づくと）、極限では生産要素が互いに完全補完（perfect complement）なレオンチェフ型生産関数となる。

### 複数生産要素のケース
{\displaystyle n}個の生産要素の一般的なCES型生産関数は以下のように書ける。
{\displaystyle Q=\left(\sum _{i=1}^{n}a_{i}X_{i}^{\rho }\ \right)^{\frac {1}{\rho }}}
ただし{\displaystyle Q}は生産量、{\displaystyle a_{i}}は生産要素{\displaystyle i}の分配率（ただし{\displaystyle \sum _{i=1}^{n}a_{i}=1}）、{\displaystyle X_{i}}は生産要素{\displaystyle i}の投入量である。このとき、2生産要素のケースと同様、{\displaystyle \rho } = {\displaystyle (\sigma -1)/\sigma }は生産要素間の代替の程度を測るパラメーターで、{\displaystyle \sigma =1/(1-\rho )}が代替の弾力性となる。
宇沢弘文は、生産要素が2つ以上あるとき、定数的代替の弾力性を持つには全ての生産要素のペアの間の代替の弾力性が等しくなければならないこと、生産要素間のペアの間で代替の弾力性が異なることを許容するには、一部の代替の弾力性が同じで、その他の代替の弾力性は1でなければならないことを示した。
CES型関数が入れ子構造になっている生産関数も部分均衡分析モデルや一般均衡分析モデルで用いられることがある。入れ子構造を導入することで、異なった代替の弾力性を許容することができる。

## CES型効用関数
消費者理論でもCES型効用関数（英: Constant elasticity of substitution utility function）を仮定することがある。

### 複数バラエティのケース
{\displaystyle n}個のバラエティが存在するとき、効用関数は以下のように書ける。 
{\displaystyle U=\left(\sum _{i=1}^{n}x_{i}^{\rho }\ \right)^{\frac {1}{\rho }}.}
ただし、{\displaystyle U}は効用水準、{\displaystyle x_{i}}はバラエティ{\displaystyle i}の消費量、{\displaystyle \sigma }は代替の弾力性である。生産関数のときと同様、{\displaystyle \sigma =1/(1-\rho )}が代替の弾力性となる。
- {\displaystyle \sigma }が無限大に近づくとバラエティ{\displaystyle x_{i}}は互いに完全代替になり、同質財のバラエティであると解釈できる（市場は完全競争になる）。
- {\displaystyle \sigma }が1に近づくとバラエティ{\displaystyle x_{i}}は互いに補完的になり、差別化財のバラエティであると解釈できる（市場は独占的競争になる）。

これはCESアグリゲーターとも呼ばれ、ポール・アーミントンによって最初に議論された。CES効用関数はホモセティックな選好の特別なケースと解釈できる。

### 効用最大化問題の解
2つの財{\displaystyle x}と{\displaystyle y}があるとする。
{\displaystyle u(x,y)=(x^{\rho }+y^{\rho })^{1/\rho }}
このとき、効用最大化問題を解くと以下のような関数を導くことができる。支出関数は
{\displaystyle e(p_{x},p_{y},u)=(p_{x}^{1-\sigma }+p_{y}^{1-\sigma })^{1/(1-\sigma )}\cdot u}
となり、間接効用関数は
{\displaystyle v(p_{x},p_{y},I)=(p_{x}^{1-\sigma }+p_{y}^{1-\sigma })^{1/(1-\sigma )}\cdot I}
となり、需要関数は
{\displaystyle x(p_{x},p_{y},I)={\frac {p_{x}^{-\sigma }}{p_{x}^{1-\sigma }+p_{y}^{1-\sigma }}}\cdot I}
{\displaystyle y(p_{x},p_{y},I)={\frac {p_{y}^{-\sigma }}{p_{x}^{1-\sigma }+p_{y}^{1-\sigma }}}\cdot I}
となる。ただし{\displaystyle I}は所得水準、{\displaystyle p_{x}}は財{\displaystyle x}の価格、{\displaystyle p_{y}}は財{\displaystyle y}の価格である。

### 応用
アビナッシュ・ディキシットとジョセフ・E・スティグリッツは、独占的競争市場において最適な財のダイバーシティを考える際にCES型効用関数を用いている。これはディキシット＝スティグリッツ・モデルと呼ばれる。
国際貿易の文脈でも、ポール・クルーグマンがCES型効用関数を用いて多くのバラエティを消費すると効用が上昇する消費者が存在する経済をモデル化し、国際貿易における独占的競争を考えた。そして、消費者の選好と企業レベルの規模の経済から国際貿易を説明する新貿易理論を提示した。
CES型効用関数と等弾力的効用関数の違いは、CES型効用関数は序数的効用で、等弾力的効用関数は基数的効用であるということである。CES間接双対効用関数（英: The CES indirect dual utility function）を用いると、バラエティの各カテゴリーへの需要構造が内生的に決まる選好を表現することができる。